# Mombasiglio
Mombasiglio (piemontiul: Mombasili vagy Mombasiri) település Olaszországban, Piemont régióban, Cuneo megyében. Lakosainak száma 618 fő (2023. január 1.). Mombasiglio Ceva, Lesegno, San Michele Mondovì, Scagnello és Monasterolo Casotto községekkel határos.

## Népesség
A település lakossága az elmúlt években az alábbi módon változott:
| Lakosok száma | 611  | 605  | 618  |
|               | 2017 | 2018 | 2023 |